# Hapax legomenon
In linguistica e in filologia, un hapax legomenon (spesso anche solo hapax o, meno di frequente, apax; al plurale hapax legomena o hapax legomenoi), dal greco ἅπαξ λεγόμενον (hápax legómenon, "detto una volta sola"), è una forma linguistica (parola o espressione) che compare una sola volta nell'ambito di un testo, di un autore o dell'intero sistema letterario di una lingua.
Gli hapax sono dunque parole rare, il cui utilizzo in filologia può essere quello di aiutare gli studiosi nell'attribuzione della paternità di un testo: un manoscritto che contiene una parola adoperata altrove soltanto da un autore è probabilmente di quello stesso autore.

## Esempi

### Letteratura biblica
Solo nel XX secolo gli studiosi della Bibbia seppero come tradurre la parola pim (פִ֗ים, p̄îm) in 1 Samuele, 13:21. Nel 1907, con l'aiuto dell'archeologia, fu riscoperta un'antica designazione di peso che apparentemente era stata dimenticata nel tempo e così fu chiarito un hapax legomenon biblico.

### Letteratura greca
Già nella letteratura greca di età ellenistica si hanno esempi di hapax: in Callimaco troviamo il termine σικχαίνω - traslitterato: "sikchàino" ("io schifo") - nell'epigramma 28 dell'edizione Pfeiffer (Antologia Palatina, XII, 43, v. 4).
Si ricorda poi Leonida di Taranto, epigrammista del III secolo a.C.: il termine πλανίων - traslitterato: "planìon" (lett.: "dei vagabondi") - è un hapax (Antologia Palatina, VII, 715, v. 3), così come ψαλάθρειον - traslitterato: "psalàthreion" (tradotto da Salvatore Quasimodo come "scheletro", ma di significato ancora incerto) - (Antologia Palatina, VII, 472, v. 11).

### Letteratura latina
Alcuni hapax legomena possono essere evidenziati anche nell'ambito della letteratura latina. Basti pensare al poeta Lucrezio, che nell'apertura del suo poema epico-didascalico, il De rerum natura, vi fa ricorso ben due volte, con gli aggettivi navigěrum (composto dal sostantivo navis e il verbo gero, e quindi traducibile con "ricco di navi") e frugiferentis (dal nome della terza declinazione frux-frugis e il verbo della terza coniugazione fero, con il conseguente significato di "portatrici di messi").
Anche in Catullo, celeberrimo autore tardo-repubblicano conosciuto soprattutto per i suoi carmi erotico-amorosi, è stato riconosciuto l'uso di hapax legomena: si pensi al diminutivo solaciolum (carme 2, v. 7), traducibile in italiano con "piccolo conforto", con cui il poeta designa il grazioso passero dell'amata Lesbia.
Numerosi esempi presenta, poi, il Satyricon di Petronio: lupatria (37, 6), che si forma da lupa, termine volgare per indicare la prostituta, con l'aggiunta del suffisso greco -tria (ripreso dal greco porneutria, "prostituta"); staminatas (41, 12), contaminazione volgare tra il
greco stamnòs ("brocca") e il latino stamen ("filo"), traducibile con "diverse brocche di vino"; il termine baliscus (42, 1), formazione ibrida da balneum con l'aggiunta del suffisso diminutivo greco -iskos, che si traduce con "bagno"; il termine penthiacum (47, 10), foggiato su Pentheus, il mitico re di Tebe, e traducibile con "spezzatino"; bonatus (74, 16), probabilmente da connettersi con bovinator, che in Lucilio è sinonimo di tergiversator (cfr. Gellio 11, 7, 9), e quindi forma sincopata del sostantivo bovinatus, - us ("tergiversazione"). Secondo un'interpretazione corrente, invece, il termine sarebbe una derivazione da bonus e, pertanto, si tradurrebbe con "bonaccione".

### Letteratura italiana
Esempi di hapax in italiano sono il termine ramogna rispetto all'intera letteratura italiana, perché compare una sola volta in un passo della Divina Commedia di Dante (Purgatorio, Canto XI, 25); oppure la parola mite, se ci si restringe all'ambito della Commedia dantesca, perché vi compare una sola volta nel Purgatorio, Canto XV, 102. Altro hapax caratteristico è lo stesso nome di Dante, che compare una sola volta nel trentesimo canto del Purgatorio (Purgatorio, Canto XXX, 55). 
Un altro hapax legomenon, nella lingua italiana, è la parola "ultrafilosofia" nell'opera di Giacomo Leopardi: il termine appare nello Zibaldone (Zibaldone, 114-115, 7 giugno 1820).

### Letteratura inglese
Un esempio di hapax nella lingua inglese è la parola Honorificabilitudinitatibus, presente nell'opera Pene d'amor perdute di William Shakespeare e nell'Ulysses di James Joyce (Scylla and Charybdis).

### Letteratura francese
Un esempio di hapax nella lingua francese è la parola ptyx, presente solo una volta in tutta la letteratura francofona nella poesia di Stéphane Mallarmé, Ses purs ongles très haut dédiant leur onyx nel verso: Sur les crédences, au salon vide : nul ptyx.